# 白族回回
白族回回或白回，指在云南白族聚居地中存在的穆斯林群体，普遍讲白语，身着白族服饰，但是信仰伊斯兰教，当地人称之为白回。